# Simitarra collrogenca
La simitarra collrogenca (Pomatorhinus ruficollis) és un ocell de la família dels timàlids (Timaliidae).

## Hàbitat i distribució
Viu entre la malesa del bosc i bambú, a les muntanyes al nord-est de l'Índia, cap a l'oest fins Kumaon, sud-est del Tibet, centre i sud de la Xina des del sud de Kansu, sud de Shensi, Honan i sud de Kiangsu cap al sud fins Yunnan, Kwangsi, Kwangtung i Hainan, oest i nord de Myanmar, nord de Laos i nord del Vietnam a Tonkin i nord d'Annam.